# 다우딩 체계

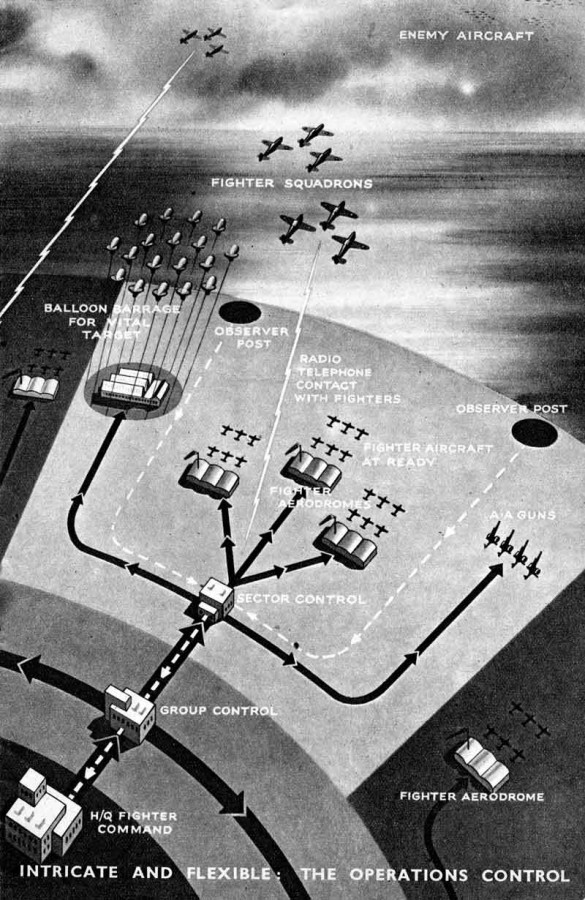
이 팜플렛은 다우딩 보고 체계를 강조 표시된 구역으로 보여준다. 왕립 방공감시단의 보고가 전투기사령부 본부의 구역 통제실을 통해 들어온다. 이 그림은 레이더를 보여주고 있지 않은데, 이는 이 팜플렛이 나온 해에 여전히 기밀이었기 때문이었다. 정보는 다시 전투기사령부 본부에서 집단 사령부, 사령부 간에 전달되고, 구역에 하달된 뒤 방어 시설로 넘어가게 된다.

다우딩 체계(영어: Dowding system)는 세계 최초의 광범위한 지상 관제 요격 시스템으로, 스코틀랜드 북부부터 잉글랜드 남부 해안에 이르는 영국의 영공을 통제하였다. 다우딩 체계는 전체 영국 영공의 단일 이미지를 구축한 후 적의 목표물에 대한 방어 요격 항공기와 대공포를 직접 배치하기 위해, 체인 홈 레이더 기지들과 왕립 방공감시단으로부터 빠르게 정보를 받는 광범위한 전용 유선 전화망을 사용하였다. 다우딩 체계는 제2차 세계 대전 발발 직전 영국 공군이 구축했으며, 영국 본토 항공전에서 결정적인 역할을 했다.
다우딩 체계는 테스트로 정보가 구식이 되기 이전 전투기들에게 정보를 제공하는 것에 문제가 있다는 것이 입증된 이후 개발되었다. 당시 영국 공군 전투기 사령부의 사령관이었던 공군 대장 휴 다우딩은 계층적 보고 체계를 사용함으로써 이 문제를 해결하려고 했다. 벤틀리 프리어리에 있는 전투기 사령부 본부의 중앙 필터실에 정보가 전달이 되고, 이 정보는 전투 지도를 준비하는데 사용되었다. 지도의 세부사항은 집단 사령부와 지구 사령부들에게 전달되었고, 해당 집단 및 지구 운영자들은 그들의 작전 지역을 망라하는 크기로 지도를 다시 제작하였다. 지도를 보면서, 사령관들은 어떻게 그들의 병력을 빠르고 혼란 없이 배치할 수 있을지 결정을 내렸다.비행대대의 통제실에서만 조종사에게 지시사항을 전달했으며, 통제실은 보통 전투기의 작전 기지에 배치되어 있었다.
다우딩 체계는 영국 본토 항공전에서 영국 공군이 독일 공군(루프트바페)에 맞서 승리를 거둘 수 있었던 중요한 요소로 여겨진다. 정보의 빠른 감지와 보급은 영국 공군의 역량을 증대하는 역할을 했고, 극도로 높은 효율을 가지고 전투기 부대를 사용할 수 있게 했다. 제2차 세계 대전 이전, 30%에서 50%의 요격 비율은 훌륭하다고 여겨졌다. 그것은 파견된 전투기 부대 중 절반 이상이 적을 마주치지 못한채 돌아온다는 것을 의미했다. 영국 본토 항공전에서 이 비율은 평균적으로 90% 정도였고, 몇몇 공습 때에는 100%의 성공률을 기록했다. 루프트바페는 자체 지휘 체계가 부족했기 때문에 영국 공군에 대한 위치 정보가 거의 없었고, 영국 공군 기지를 보지 못한 채 기지로 귀환했다. 루프트바페 부대가 발견했을 때에는, 영국 공군 전투기가 거의 항상 우세를 점하고 있었다.
영국 본토 항공전에 대해 역사학자들이 레이더의 역할을 언급하지만, 다우딩 체계와 함께 쓰였기 때문에 레이더가 진정으로 효과적이었던 것이다. 윈스턴 처칠도 이를 이해하며, 다음과 같이 말했다.
허리케인과 스피트파이어의 지배적인 위치는 전쟁 이전에 고안되고 구축된 이 체계가 아니었다면 아무 쓸모가 없었을 것입니다. 그것은 즉각적인 전투로 형성되고 다듬어졌고, 이 모든 것이 이제 세계 어느 곳에서도 존재하지 않았던 가장 정교한 전쟁 도구로 융합되었습니다.

## 개발

### 이전 방공체계
제1차 세계 대전 당시 런던 공습에 맞서기 위해, 에드워드 애시모어는 런던 방공구역으로 알려진 체계를 구축했다. 애시모어는 도시 주변에 3개의 원형 형태로 방공 무기를 배치했는데, 외곽에는 탐조등과 대공포, 중간에는 전투기, 그리고 도시 가장 안쪽에는 더 많은 대공포를 배치하였다. 애시모어는 런던 호스 가드에 큰 계획 테이블을 지었다. 정찰병들의 정보는 항공기 위치와 다른 정보들을 표시하기 위해 나무 블록들이 큰 지도 위에 놓여있는 이 중앙 방으로 전달되었다. 지도 주위의 관찰자들은 이 정보를 25개의 지역 통제실 중 하나로 전달할 수 있었고, 지역 통제실은 관련된 지도 일부를 다시 제작하여 역내 다양한 무기 시설에 정보를 전달하였다.
제1차 세계 대전 이후, 런던 방공구역은 영국 방공부로 알려진 전쟁성의 부서에 의해 운영되었다. 영국 방공부는 1920년대와 1930년대 영국 제도 전체의 방어를 담당하고 있었다. 런던 방공구역은 런던 수도권이 되었고, 영국 방공부는 장거리로 더 빠르게 움직이는 항공기에 대처하기 위해 애시모어가 만든 체계를 확장했다. 컬러 마커는 섹터 시계의 컬러 영역과 일치하여 5분 간격을 표시했다. 정보가 들어오면, 플로터는 시계가 가리키는 색상의 마커를 사용하였고, 이는 테이블에 여러 색상의 마커 경로를 생성하여 쉽게 이어지는 "트랙"을 만들었다. 최신 마커의 색상으로 정보의 새로움을 결정할 수 있었다. 이와 똑같은 체계는 이후 미들랜즈에 구축되었다.
이 체계는 조기 탐지가 결여되어 있었고, 항공기의 성능이 향상됨에 따라 조기 탐지는 필수적인 것으로 여겨졌다. 음향 거울 및 유사한 장치에 대한 실험이 수행되었지만, 양호한 조건에서도 감지 범위가 최대한 8.0km까지 밖에 안 되어, 불만족스러운 것으로 입증되었다. 대체할 것이 부족했기에 1934년 12월 항공성은 템즈강 하구 계획의 일환으로 런던 주위에 음향 감지 장치들을 배치하는 계획을 세웠다.

### RDF

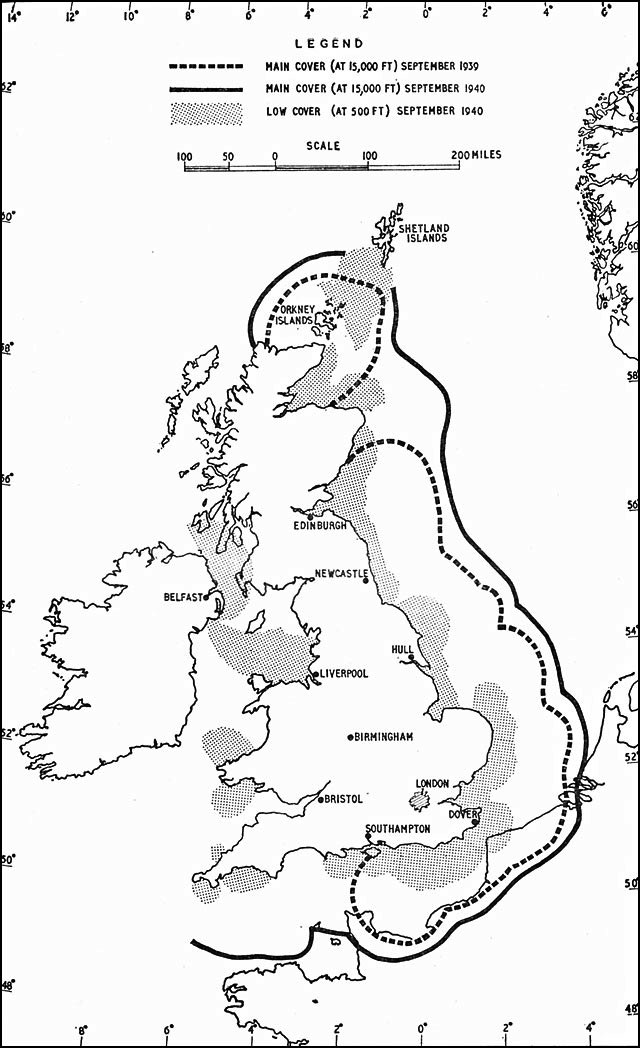
1939년부터 1940년까지 체인 홈의 범위는 영국/해협 전체와 프랑스 일부 지역까지 확장장되었다.

템즈강 하구 계획이 승인된 지 한 달 후, 전자"선"을 통해 비행기 엔진을 정지시키고 심지어 조종사를 장거리에서 죽일 수 있다는 신문 기사들과 다른 주장들을 수년 간 논의하기 위해 티자드 위원회가 설립되었다. 위원회는 보고서에 관한 판단을 위해 전파 전문가로 잘 알려진 로버트 와트를 고문관으로 초빙했다. 와트는 그의 조수였던 아놀드 윌킨스에게 필요한 계산을 수행해달라고 했다. 윌킨스는 곧바로  필요한 전파 에너지의 양이 현존하는 최첨단의 전자 장치를 넘어서는 것이었기에, 그것이 불가능하다고 결론내렸다. 와트가 대안들에 대해 물어보자, 윌킨스는 라디오 수신에서 페이딩을 일으킨 항공기에 대한 중앙우체국 보고서를 떠올렸고, 이 효과가 비행기를 장거리에서 탐지할 수 있을 지도 모른다고 제안했다. 두 사람은 개념에 대해 합동하여 메모를 적었고, 1935년 1월 티자드 위원회의 첫 공식 만남에서 그것을 제출했다.
위원회는 이 개념을 폭격기 감지의 문제와 폭격기는 어디든 갈 수 있다라는 공포에 대한 잠재적인 해결책으로 삼았다. 구체적인 산출들이 담긴 두 번째 메모가 2월에 도착했으며, 보급 및 연구를 위한 항공 위원 휴 다우딩에게 제출되었다. 다우딩은 그 개념에 감명받았지만, 실질적인 시범을 원했다. 1935년 2월 26일 데번트리 실험으로 알려진 실험이 진행되었고, 기존 장비를 사용한 래시업(lash-up)은 인근 항공기의 존재를 명확하게 표시했다. 다우딩은 즉각 개발 자금을 방출했다. 1935년 여름, 암호명 "RDF"로 명명된 이 시스템은 97km의 범위에서 폭격기 크기의 목표물을 탐지할 수 있었다.  체인 홈(Chain Home)이라고 불리는 체계를 바탕으로, 영국 해안을 따라 약 40km 간격으로 RDF 기지를 건설하려는 계획들이 수립되었다.
7월 27일, 헨리 티자드는 RDF가 제공할 약 50분의 경고 시간에 기초하여 일련의 전투기 요격 실험을 해볼 것을 제안했다. 항법 전문가 로버트 린튼 래그가 지원을 받은 대대 사령관 유스터스 그렌펠의 지휘 아래, 7개월 간의 긴 테스트가 1936년 여름 비긴 힐에서 시작되었다. 글로스터 건틀렛 전투기들은 가상의 전투기와 민간 항공기, 그리고 브리스톨 블레넘 경폭격기를 가로막았다.
첫 번째 요격은 삼각법과 기계식 계산기를 통해 계산되었지만, 결국 그렌펠은 "빌어먹을 기계들"에 질색하여, 눈으로 완벽한 요격을 명령하게 되었다. 티자드는 이등변 삼각형에 기반하여 전투기와 폭격기가 정반대 지점에 있다고 상상함으로써, 요격지점을 빠르게 추산하는 "등각"법을 도입했다. 폭격기들은 특정 각도로 기지를 향해 날며, 관제사는 반대 각도로 전투기를 보내 삼각형의 꼭대기에 있는 목표물과 모이게 했다. 이 "Tizzy 각도" 덕분에, 요격률은 급속히 증가했고, 1936년 말에는 고도를 알고 있고 이것이 변화하지 않을시 요격률은 지속적으로 90% 이상을 유지했다. 폭격기가 고도를 바꾸거나 전투기가 폭격기 아래에 도착한다면, 공격을 위한 기동은 성공률을 약 60%로 줄였다.

### 초창기의 작은 문제들

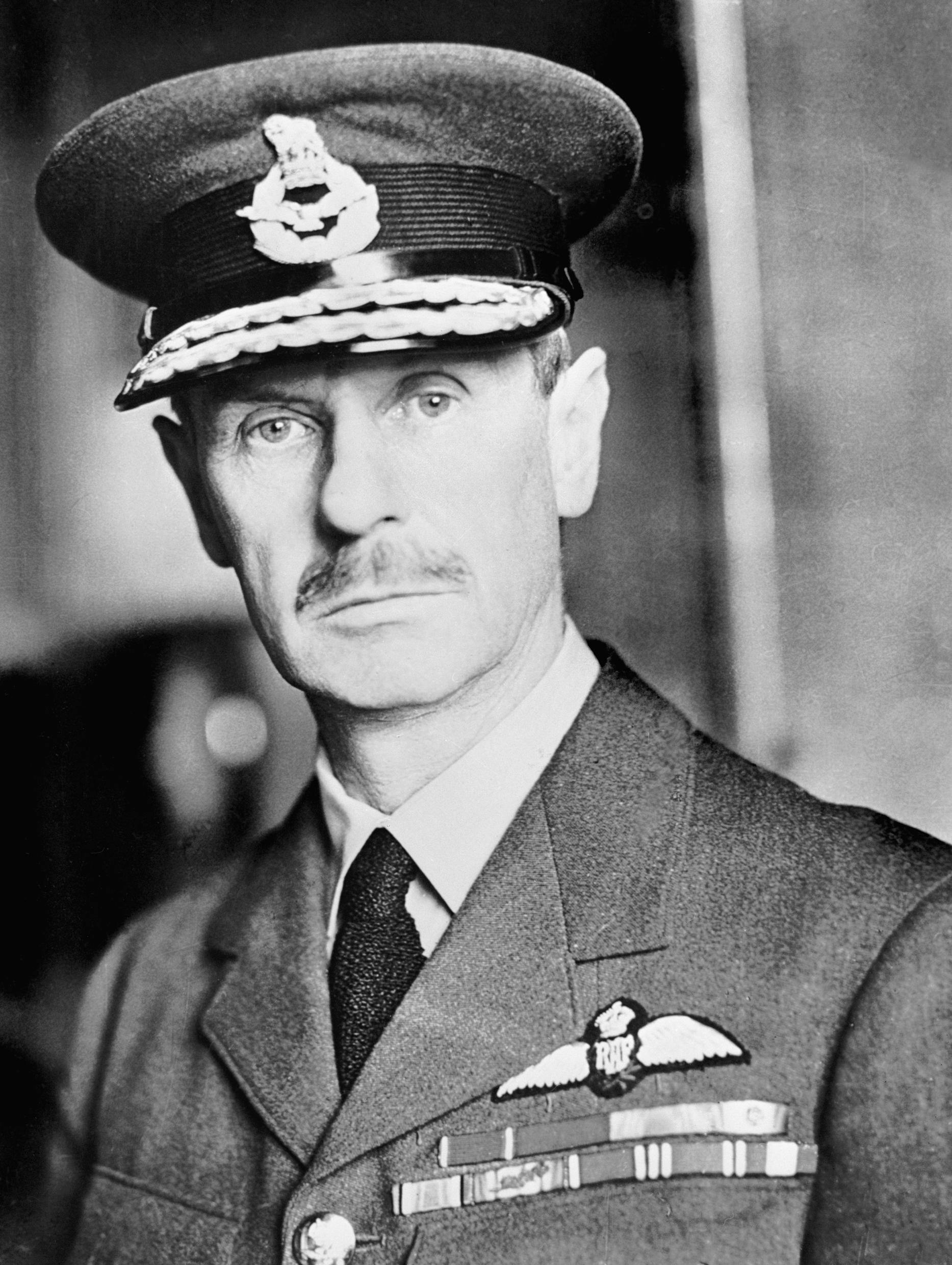
다우딩의 레이더에 대한 지원은 레이더 혼자서는 만병통치약이 아니라는 그의 이해와 맞물려 있다.

영국 방공부는 1936년 해체되었고, 그 임무는 항공성에게 넘어갔으며 전투기 사령부와 폭격기 사령부로 나누어졌다. 다우딩은 1936년 7월 6일 전투기 사령부 창설과 동시에 총사령관으로 승진했다.
첫 체인 홈 기지는 보지 매너에 있는 레이더 연구원들의 새로운 실험실에 세워졌다. 빠른 진전에도 불구하고, RDF는 초창기 몇 가지 문제들이 있었다. 한 번은 다우딩이 공격자들이 머리 위로 지나가고 있을 때 공격자의 징후가 있는지 테스트 시스템을 지켜보고 있었는데, 이는 완전한 실패다. 이러한 문제들은 다음 해에 해결되었는데, 1937년 4월, 보지에서 CH 레이더의 프로토타입을 사용한 실험은 큰 가능성을 보여주었다. 이 버전은 관제사들이 610m 이내의 비행기 고도를 측정할 수 있게 해주었다.
경고 시간을 늘리기 위해, 체인 홈 체계는 바다와 맞닿은 해안 가까이에 지어졌고, 가능한 한 적과 최대한 가까이 놓였다. 이것은 그들이 공격하러 가는 길에 있는 아군 전투기의 위치나 해안을 건너오는 적기에 대한 정보를 제공하지 않았다는 것을 의미했다. 이런 지역들에 대해, 다우딩은 전투기 사령부가 영국 방공부로부터 물려받은 방공감시단 체계에 의존하기로 계획했다.
다른 장비를 사용했기 때문에, 체인 홈과 방공감시단의 보고는 때때로 대조적이었고, 국가망으로부터 제공받은 정보의 양은 너무 많았다. 추가적인 문제는 항공기 식별의 부족이었다. 체인 홈은 아군과 적군 항공기를 구별할 수 없었고, 방공감시단은 전투기들이 높은 고도에서 날고 있을 때 피아 전투기를 식별할 수 없었다.
식별 문제를 해결하기 위해, 다우딩은 전투기들의 기존 라디오에서 방송되는 신호를 이용해 전투기의 위치를 파악할 수 있었던 단파 방향 탐지기의 보급을 주장했다. 이것은 1940년 10월까지 일부 수량으로 이용할 수 있었던 최초의 피아식별장치(IFF) 트랜스폰더와 함께 1940년 초 널리 활용할 수 있었던 "핍-스퀵" 시스템을 도입하는데 기여했다. 이것으로 피아 식별 문제는 해결되었지만, RDF, 방공감시단, 그리고 단파 방향 탐지기라는 3가지 정보의 원천이 있었음을 의미하며, 이들 중 어느 것도 영공에 대한 완벽한 상황을 제공하지 못했다.

### 체계 구축

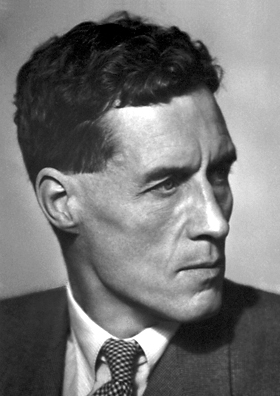
다우딩 체계에서 패트릭 블래킷이 남긴 업적은 운용과학이라 불리는 수학 분야의 기초가 되었다.

다우딩은 주요 문제가 기술적인 것이 아니라 너무 많은 정보 중 어느 것도 완전한 범위를 가지고 있지 않았고, 어느 것도 전투기들에게 직접 유용한 정보를 제공하지 않는다는 것을 알고 있었다. 다우딩, 티자드, 그리고 위원회의 또 다른 창립 멤버였던 수학자 패트릭 블래킷은 영국 방공부로부터 개념을 물려받은 새로운 체계를 발전시켰다.
수많은 정보와 발생 가능한 중복을 처리하기 위해, 다우딩은 레이더로부터 온 모든 위치 보고를 전투기 사령부의 새로운 전투기 방향 센터로 보내는 정책을 수립했다. 이것은 더 큰 지역을 포함하는 지도에 개개의 발견자들로부터 온 보고를 조합하기 위해 방공감시단이 이미 만들어놓은 체계를 따라 한 것이었다. 새로운 시스템은 영국 전역에서 훨씬 더 큰 규모로 같은 일을 했다. CH 및 OC 센터의 연락을 받은 전화 교환원은 지도 주변의 작업자들에게 보고를 전달했고, 직원들은 이 보고를 사용하여 작은 색상의 표시를 지도에 두었다. 이 표시들은 길어질수록 표적의 위치와 방향을 나타내는 선을 형성했다. 표적이 식별되면, 식별된 무리에는 번호, 즉 "트랙"이 할당되었다.
시간이 흐르면서 목표물의 경로가 명확해지자 지도를 관찰하던 운영자들은 여러 전투기 집단을 향해 가는 선로를 골라 해당 정보를 집단 사령부로 전달했다. 집단 사령부들은 이러한 보고를 관련 트랙만 포함하는 마스터 맵의 일부를 재생성하는데 사용했다. 집단 사령부의 사령관들은 그들의 지역에서 벌어질 전투를 쉽게 상상할 수 있었고, 목표물에 전투기를 쉽게 할당할 수 있었다.한 구역 내의 비행대대에 할당된 목표물들은 같은 방식으로 비행대 본부로 전달되었고, 비행대 본부는 더 큰 규모로 지도를 만들었는데, 이는 그들의 전투기를 안내하는데 사용되었다.
1939년 초 기본적인 체계가 구축되었고, 1939년 8월 11일부터 폭격기 사령부는 프랑스 전역에서 훈련을 마치고 돌아오는 항공기를 이용한 일련의 모의 공격을 개시했다. 왕립공군 제11비행단으로부터 온 보고서는 열광적이었는데, "훈련 내내 RDF의 정보와 발견은 일관되게 최고였으며, 해안에서 효과적으로 요격을 가능하게 했다"고 언급했다. 다우딩은 여기에 "주간 공습은 보통 쉽고 규칙적으로 추적되고 요격되었다."고 덧붙였다.